# غامسبليسبيتز
غامسبليسبيتز (بالإنجليزية: Paraid Naira)‏ هو أحد جبال سلسلة جبال الألب سيلفريتا ويقع في كانتون غراوبوندن في سويسرا. يحتل المرتبة رقم 206 في قائمة جبال سويسرا من حيث الارتفاع، إذ يبلغ ارتفاعه حوالي 3015 متر، بينما يبلغ ارتفاع نتوء الجبل 328 متر، هذا وقد سجل أول وصول لقمة الجبل عام 1853.